# Amatörer (film)
Amatörer är en svensk komedifilm från 2018 som är regisserad av Gabriela Pichler. Filmen premiärvisades som invigningsfilm på Göteborgs filmfestival där den vann Dragon Award som Bästa nordiska film. Hon har tidigare regisserat och skrivit manus till filmen Äta sova dö. 
Manuset är ett samarbete mellan Pichler och författaren/dramatikern Jonas Hassen Khemiri.

## Rollista (i urval)
| - Zahraa Aldoujaili – Aida - Yara Aliadotter – Dana - Fredrik Dahl – Musse - Shada Ismaeel – Aidas moster - Maria Nohra – Noor | - Susanne Hedman – Läraren Kerstin - Jan Cruseman – Filmaren Roland - Mimmi Fasth – Kommuntjänsteman Lisa - Hans Neumayer – Kommunchef Bengt - Hans Andersson – Kommuntjänsteman Lars-Erik |